# ポップアスリートカップ全国少年野球大会
学童軟式野球全国大会 ポップアスリートカップ（がくどうなんしきやきゅうぜんこくたいかい ポップアスリートカップ）は、ＮＰＯ法人全国学童野球振興協会が主催する参加費無料でエントリー可能なトーナメント方式の学童軟式野球の全国大会である。毎年春に開会式を行い、秋～冬に全国大会を開催している。
元阪神タイガースの久慈照嘉が大会アドバイザーを務めている。（2023年度よりシニアディレクターに就任。）
冠スポンサーは第三回～第五回大会からアディダス・ジャパン株式会社。第六回大会～第十回大会まで株式会社千趣会。第十一回からは読売新聞社。第一四回より大会特別協賛企業としてくら寿司が参画。くら寿司・トーナメントとしても運営されている。
第一回、第二回大会と星野仙一が名誉会長を務めた。第三回大会は大会名誉会長として古葉竹識、大会会長として高代延博が参加している。第四回は大会会長として張本勲、第五回・第六回は矢野燿大、第七回～第九回はアレックス・ラミレスが大会会長を務めた。
第十回大会からは名誉会長星野仙一、大会会長山本昌となっている。
第一三回大会より2018年1月に急逝した星野仙一が永世名誉会長となり、名前を拝した「ポップアスリート星野仙一杯」に改称している(現在は星野仙一旗争奪)。
多くの企業が協賛しており、くら寿司（大会特別協賛）読売KODOMO新聞（公式メディアパートナー）、アシックスジャパン（公式サプライヤー）、公益財団法人 全日本軟式野球連盟（後援）、一般社団法人日本プロ野球選手会（後援）などが大会をサポートしている。
2020年 SDGs事業3・4・5・17に認定。
2021年 ポップアスリートカップシニアディレクターとして元近鉄バファローズ・佐野慈紀が就任。

## 特色
チームメンバー管理・チーム内のスケジュール連絡・試合結果管理・対戦相手募集・写真データのアップロードなど、学童野球チームの運営を支援するインターネットコミュニティを利用し、大会エントリーから試合結果入力までを全て上記サイトで行い、試合結果がアーカイブ方式で分かる仕組みを導入している。
対戦はチーム同士が日程・場所を確定させる自主対戦形式（県予選終了まで）。大会の参加費は無料となっており、全国規模で行われる自主対戦方式の学童野球大会では最大級の参加規模を誇る。参加エントリーにはコミュニティサイトへの登録（無料）が必須である。
大会スローガンは「礼に始まり礼に終わる」。
対戦を通じた地域間交流を目的としており、試合後には「ノーサイドフォト」と称して対戦した両チームが混合で記念写真を撮影することが通例となっている。

## 歴史
参加チーム
第1回：146チーム・第2回：416チーム・第3回：701チーム・第4回：921チーム・第5回：1163チーム・第6回：1204チーム
第7回：1239チーム・第8回：1252チーム・第9回：1262チーム・第10回：1302チーム・第11回：1335チーム・第12回：1360チーム
第13回：1372チーム・第14回：1323チーム・第15回：1340チーム・第16回：1350チーム・第17回：1442チーム・第18回：1590チームがエントリーした。
- 2007年度 第1回大会優勝：大阪スラッガーズ（大阪府代表） 決勝戦会場：京セラドーム大阪
- 2008年度 第2回大会優勝：野洲キッドスポーツ少年団（滋賀県代表） 決勝戦会場：京セラドーム大阪
- 2009年度 第3回大会優勝：名古屋平針ＨＢＣ少年野球クラブ（愛知県：東海地区代表）　決勝戦会場：京セラドーム大阪
- 2010年度 第4回大会優勝：有松ジュニアーズ（愛知県：東海地区代表）　決勝戦会場：京セラドーム大阪
- 2011年度 第5回大会優勝：大阪レッドウイン（大阪府：南大阪地区代表）　決勝戦会場：横浜スタジアム
- 2012年度 第6回大会優勝：六田ファイターズ（愛知県：東海地区代表）　決勝戦会場：明治神宮野球場
- 2013年度 第7回大会優勝：名古屋サウスブロンクス（愛知県：東海地区代表）　決勝戦会場：横浜スタジアム
- 2014年度 第8回大会優勝：五個荘野球スポーツ少年団（滋賀県代表）　決勝戦会場：横浜スタジアム
- 2015年度 第9回大会優勝：不動パイレーツ（東東京代表）　決勝戦会場：横浜スタジアム
- 2016年度 第10回大会優勝：不動パイレーツ（前年度優勝）　決勝戦会場：東京ドーム
- 2017年度 第11回大会優勝：木津ブライト（東海代表）　決勝会場：明治神宮野球場
- 2018年度 第12回大会優勝：みなべ少年野球クラブ（関西代表）　決勝会場：横浜スタジアム
- 2019年度 第13回大会優勝：富士シャーク（東海代表）　決勝会場：横浜スタジアム
- 2020年度 第14回大会：新型コロナウイルスによる緊急事態宣言の影響により全国大会のみ残して終了
- 2021年度 第15回大会優勝：習志野台ワンパクズ（千葉県：関東第二代表）　決勝会場：明治神宮野球場
- 2022年度 第16回大会優勝：岡山庭瀬シャークス（岡山県：中国代表）　決勝会場：明治神宮野球場
- 2023年度 第17回大会優勝：新家スターズ（大阪府：関西代表）　決勝会場：明治神宮野球場
- 2024年度 第18回大会優勝：伊勢田ファイターズ（京都府：関西代表）　決勝会場：明治神宮野球場